# Semiothisa festa
Semiothisa festa là một loài bướm đêm trong họ Geometridae.